# Mar delle Molucche
Il mare delle Molucche è una parte dell'oceano Pacifico di 291 000 km² di estensione. Fa parte del Mediterraneo Australasiatico. Le isole più importanti sono Celebes, Talaud e le Molucche; raggiunge una profondità massima di 4970 m. In indonesiano è denominato Laut Maluku. Fa parte del mare delle Molucche anche il golfo dei Tomini.